# Giełda towarowa

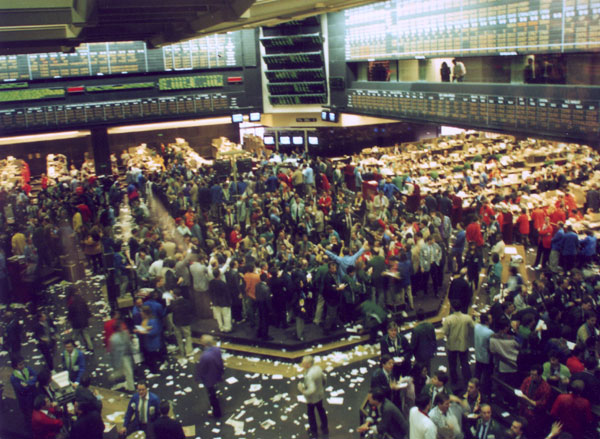
Chicago Board of Trade

Giełda towarowa – zespół osób, urządzeń i środków technicznych zapewniający wszystkim uczestnikom obrotu jednakowe warunki zawierania transakcji giełdowych oraz jednakowy dostęp w tym samym czasie do informacji rynkowych, a w szczególności do informacji o kursach i cenach towarów giełdowych oraz o obrotach towarami giełdowymi.
W określonym miejscu i czasie dochodzi na niej do konfrontacji podaży i popytu oraz kupna i sprzedaży towarów masowych, wysoko standaryzowanych pod względem jakości i ilości. W zależności od relacji podaż-popyt kształtuje się tu ceny towarów.
Najważniejszymi giełdami towarowymi są: Chicago Board of Trade, Chicago Mercantile Exchange i Chicago Board Options Exchange.

## Cele działalności
Podstawowym celem giełdy towarowej, stanowiącym istotę jej działania, jest stworzenie przestrzeni handlowej, aby członkowie mieli udogodnienia w handlu określonymi towarami.
Giełda powinna gwarantować:
- ustalenie odpowiednich zasad prowadzenia interesów przez jej członków,
- stworzenie odpowiedniego miejsca do handlu i ustalenie czasu,
- stworzenie jednolitych zasad i standardów do prowadzenia handlu,
- wprowadzenie jednolitego systemu rozmiaru kontraktów i opłat giełdowych oraz czasu, miejsca warunków dostaw i opłat,
- gromadzenie oraz rozpowszechnianie informacji cenowych i rynkowych dla członków giełdy i publiczności,
- stworzenie mechanizmu gwarancji dla zawieranych umów i warunków płatności za zobowiązania w związku z handlem pomiędzy członkami.

Giełda towarowa działa jako spółka, a jej akcjonariuszami są najczęściej agencje rynkowe, fundacje rozwoju gospodarczego, banki, izby gospodarcze oraz inni uczestnicy (np. producenci, hurtownicy), a ostatnio również firmy ubezpieczeniowe.

## Kryteria podziału
- Ze względu na przedmiot obrotów:
  - giełdy towarowe – handel zestandaryzowanymi towarami masowymi, dla których można ustalić cechy typowe,
  - giełdy pieniężne – obrót papierami wartościowymi, dewizami, kruszcami,
  - giełdy usług – np. giełdy ubezpieczeniowe, frachtowe.
- Ze względu na zasięg i znaczenie:
  - giełdy o zasięgu krajowym – np. Giełda Cukrowa w Tokio,
  - giełdy o zasięgu międzynarodowym – np. Nowojorska Giełda Kawy i Cukru.
- Ze względu na rodzaj zawieranych transakcji:
  - giełdy przeprowadzające transakcje gotówkowe – towar fizyczny będący przedmiotem obrotu przechodzi z rąk sprzedającego do rąk kupującego w ściśle określonym przez obie strony miejscu i czasie,
  - giełdy przeprowadzające transakcje terminowe – handluje się tu nie towarem, a możliwością jego zakupu bądź sprzedaży w przyszłości; można np. kupić pszenicę, która dopiero została zasiana.
- Ze względu na zakres dokonywanych zakupów:
  - giełdy wyspecjalizowane – obraca się na nich towarem bądź grupą towarów, np. giełda cukrowa, zbożowa,
  - giełdy towarowe – obracające wieloma różnymi towarami tego samego typu.
- Ze względu na dostęp do członkostwa:
  - giełdy otwarte,
  - giełdy zamknięte.

## Przedmiot obrotu
Giełdy towarowe spełniają główną rolę w obrocie towarami rolno-spożywczymi. Towarami będącymi przedmiotem najbardziej ożywionego handlu giełdowego są:
- zboża: pszenica, kukurydza, jęczmień, owies, żyto, ryż,
- inne towary roślinne: cukier, kawa, kakao, soja (ziarno, śruta, olej), nasiona i oleje lniane i rzepakowe, bawełna, kauczuk, ziemniaki, drewno,
- towary pochodzenia zwierzęcego: bydło żywe i prosięta, bydło tuczone, tusze wołowe i wieprzowe, brojlery, jaja, wełna,
- metale: miedź, złoto, aluminium, cyna, cynk, ołów, nikiel, srebro,
- surowce i produkty chemiczne: ropa naftowa, benzyna, olej napędowy i opałowy, propan.

## Towarowa giełda rolna
W Polsce, towarowe giełdy rolne istnieją od kilku lat. Zawierane są na niej tylko transakcje rzeczywiste, wykonywane natychmiast. Wśród polskich giełd rolnych pionierską odgrywa Giełda Poznańska, będąc największą i najskuteczniejszą instytucją. Na Giełdzie Poznańskiej realizowane są wyłącznie transakcje rzeczywiste:
- kasowe (odbiór i płatność w ciągu 2 dni roboczych od zawarcia transakcji),
- sukcesywne (odbiór towaru i płatność do 30 dni od zawarcia transakcji),
- natychmiastowe (płatność w dniu odbioru towaru, ale nie później niż 30 dnia od zawarcia transakcji),
- terminowe (forward) realizowane są w okresie od 31 dni do 12 miesięcy i umożliwiają uczynienie przedmiotem transakcji surowca rolnego jeszcze nie wyprodukowanego.

## Historia
Pierwsza giełda towarowo-pieniężna powstała w 1531 roku w Antwerpii. 